# Столица
Столи́ца — главный город независимого государства или государственного образования в составе федеративной страны, в котором обычно размещаются высшие органы государственной власти — правительство, глава государства и органы верховной судебной власти, а также дипломатические представительства иностранных государств.
В некоторых случаях часть органов государственной власти вынесена в другие города. Например, в ЮАР органы административной, законодательной и судебной власти распределены между тремя городами.
В большинстве случаев столица является крупнейшим городом в стране — по численности населения и экономическому потенциалу. Однако есть исключения. Так, столица США Вашингтон была специально построена для выполнения административных функций, тогда как крупнейшим экономическим центром страны остаётся Нью-Йорк. Благодаря своему статусу столица зачастую выделяется в самостоятельную административную единицу, в которой действует особый режим управления.
Понятия «столица» и «административный центр» близки друг к другу, но не являются синонимами. В общем смысле любой официально главный населённый пункт какой-либо административной единицы государства должен называться «административным центром», но не столицей. Однако зачастую ввиду исторически сложившихся традиций термин «столица» применяется и к центрам административных единиц первого уровня, особенно в федеративных государствах.
В культурном отношении в ряде стран могут быть и неформальные «функциональные» столицы — например, «Северная» или «Культурная столица» (российский Санкт-Петербург), «Южная столица Казахстана» (Алма-Ата).
Средства массовой информации часто используют название столицы в качестве альтернативного названия страны, применяя метонимию. В таком случае фраза «отношения Москвы и Вашингтона» будет означать «отношения России и США».

## Этимология слова
Слово «столица» происходит от древнерусского столъ — «престол, трон, место правления князя». От этого существительного возникло прилагательное «стольный». Термин «стольный город» встречается в древнерусских источниках с XI века. Сначала по отношению к Киеву, позже к другим городам (Владимиру Волынскому, Пскову, Владимиру-на-Клязьме). Москва была впервые названа стольным городом в источнике первой половины XV века. Слова «столица» и «столичный» в русском языке появились только в начале XVII века.

## Современные столицы
Иногда столица выделяется по статусу в самостоятельную административную или федеративную единицу (например, по конституции Австрии Вена имеет статус земли; Сеул в Южной Корее, Астана в Казахстане также переводится как столица; в США столица страны — Вашингтон — расположена в самостоятельном федеральном округе Колумбия, не входящем ни в один из штатов); Ташкент в Узбекистане не входит в состав Ташкентской области, являясь городом республиканского подчинения, Москва является городом федерального значения в Российской Федерации и не входит в Московскую область.
Как правило, столица является крупнейшим городом страны. Однако есть несколько десятков стран, где один или более городов превосходят столицу по размеру и значимости. Слово столица часто употребляют применительно к крупнейшему, са́мому значимому городу страны, говоря о нём как о «фактической столице», а также в переносном значении — к прочим неформальным «столицам», о российских неформальных «столицах» и «третьей столице».
В разное время разные страны сталкивались с дилеммой выбора столицы между двумя и более городами, которые претендовали на эту роль исторически или ввиду резкого преобладания в размерах и значимости над остальными городами. Вопрос разрешался в них по-разному. Иногда двумя равноправными официальными столицами объявлялись два города — например, в имперской Австро-Венгрии Вена и Будапешт, в королевской Ливии Триполи и Бенгази и т. д.
В Японии столицей называют префектуру Токио, состоящую примерно из 50 самостоятельных населённых пунктов.
В других случаях предпочтения не отдавались ни одному из городов и третий город становился (или даже создавался специально «с нуля») столицей — например, Вашингтон в США (после выбора между Филадельфией и Нью-Йорком), Претория в ЮАР (Йоханнесбург, Кейптаун), Оттава в Канаде (Торонто и Монреаль), Канберра в Австралии (Сидней и Мельбурн), Бразилиа в Бразилии (Сан-Паулу и Рио-де-Жанейро) и т. д.
Для официального главного города любых других административных образований первого, второго или третьего уровня (таких как область, край, автономная республика, провинция, штат, департамент) применяется название — административный центр.

### Столицы, не являющиеся местом пребывания высших органов власти
В нескольких государствах высшие государственные органы могут находиться не в столице, а в других городах. Например, в России Конституционный суд был переведён из Москвы в Санкт-Петербург, а в Германии в Берлине сосредоточено большинство исполнительных органов власти, но несколько министерств располагаются в Бонне, а Конституционный суд Германии находится в Карлсруэ. Ещё одним примером может служить Эстония, где основные органы власти сосредоточены в столице — Таллине, а Государственный суд (по сути конституционный, а также суд высшей инстанции) находится во втором по величине городе страны — Тарту.
Существуют также столицы, в которых не располагается большинство государственных органов:
- Амстердам, столица Нидерландов.
- Порто-Ново, столица Бенина;
- Сукре, столица Боливии;
- Ямусукро, столица Кот-д’Ивуара.

### Иерусалим
В соответствии с конституцией Израиля столицей государства является Иерусалим. Одновременно этот город в соответствии с основным законом является столицей частично признанного Государства Палестина. В международном сообществе статус Иерусалима является предметом споров.

## Временные столицы
В разное время в разных странах бывали случаи, когда объявлялись временные столицы, а также по разным соображениям осуществлялся перенос столицы в другой город, уже существующий или создаваемый вновь специально для исполнения столичных функций. Например, за последние полвека так или иначе появилось несколько десятков новых столиц.
Временное размещение в каком-либо городе страны либо перемещение от одного города к другому столичных функций может также иметь место из-за оккупации существующей столицы, либо ввиду прямой военной угрозы существующей столице, либо для разрешения спора между городами, претендующими на столичный статус на равных основаниях, либо по другим причинам.
Примеры
- Каунас — временная столица Литовской республики в период между двумя мировыми войнами, последствие польской оккупации Вильнюса 1920—1939 годов[17].
- Пусан — временная столица Республики Корея с 1950 по 1953 в течение Корейской войны[18].
- Бонн — местонахождение парламента и правительства ФРГ с 1949 по 1990 (1998) год.
- Назрань — здесь размещались органы власти российской Республики Ингушетия на время строительства города Магаса, провозглашённого столицей при учреждении республики.
- Тайбэй — пост-гоминьдановские власти Тайваня считают этот город временной всекитайской столицей вместо Нанкина.
- Пхеньян — являлся фактически временной столицей по конституции КНДР с 1948 по 1972 год (де-юре столицей был Сеул)[19].
- Тифарити и Бир Лелу — действующая и бывшая временные столицы Сахарской Арабской Демократической Республики вместо Эль-Аюна, который сейчас находится под полным контролем Марокко.

## Столица как метафора
В культурном отношении в ряде стран могут быть и неформальные «функциональные» столицы — например, Северная или Культурная столица (российский Санкт-Петербург), «Южная столица Казахстана» (Алма-Ата).
Многие российские города выстраивают свой образ через провозглашение себя «столицей чего-либо». Так, город Сенгилей Ульяновской области позиционирует себя как «блинная столица России» и проводит ежегодный соответствующий фестиваль.
Существует множество вариантов конструирования «столичности»: по географическому положению, экономической или промышленной специализации, смешанные варианты и т. д. Для формирования бренда могут использоваться также переходящие от одного города к другому звания столиц. При этом далеко не все образы являются желательными, например, «криминальная столица». Многие неформальные названия (третья, алмазная, газовая, южная, речная, слесарная и т. д. столицы России) часто не выходят за пределы одного-двух регионов. Степень столичных претензий также может быть не только общероссийской. Так, Дубна считается столицей мировой физики, а Пушкино — лесной столицей Подмосковья. Сочетание разных уровней можно обнаружить достаточно часто, оно особенно характерно для «вице-столиц» регионов. Великие Луки, например, российская столица воздухоплавания, промышленная столица региона, южная столица Псковщины.